# Amber L. Hollibaugh
Amber L. Hollibaugh (Bakersfield, California, 20 de junio de 1946-Blooklyn, 20 de octubre de 2023) fue una escritora, directora de cine y activista política estadounidense, preocupada principalmente por la política feminista y sexual.

## Trayectoria
Hollibaugh afirmaba ser hija de un padre gitano de piel oscura, aunque su padre y toda su familia están registrado como blancos en el censo de 1940, y su madre es descrita como irlandesa-estadounidense blanca. Decía que su familia paterna era de España y llegó a Estados Unidos a principios del siglo XX. Supuestamente su padre se habría criado viajando en caravanas, y Hollibaugh dijo que tanto él como su abuela materna fueron acosados y marcados por el Ku Klux Klan. Según el sitio web de su editorial, "Amber L. Hollibaugh es una radical del sexo lésbico, antigua prostituta, superviviente del incesto, niña gitana y pobre basura blanca. También es una cineasta galardonada, feminista, activista política de izquierdas, oradora pública y periodista".
A pesar de su afirmación de ser descendiente de gitanos españoles, en realidad toda su familia paterna figura como blanca, ya que llevaba varias generaciones en California tras emigrar desde Nebraska. Su padre, Ace L. Hollibaugh, era hijo de Roy Hollibaugh y Helen Hollibaugh, ambos blancos.
Hollibaugh fue directora general de Elder & LBTI Women's Services en el Centro de Salud Howard Brown en Chicago. Sirvió como directora de educación, defensa y desarrollo comunitario en Services & Advocacy for GLBT Elders (SAGE), un programa de Nueva York dedicado a la educación, defensa y organización comunitaria de personas mayores lesbianas, gais, bisexuales y transgénero.
En 1970, Hollibaugh era una de las líderes del movimiento canadiense por el derecho al aborto. En 1978, fue cofundadora con Allan Bérubé y otros del Proyecto de Historia Gay y Lésbica de San Francisco. En 1982, fue ponente en la Conferencia Barnard sobre Sexualidad de 1982, un evento clave en lo que se conoció como las guerras feministas sobre la sexualidad. Hollibaugh escribió sobre la marginación que experimentó por haber sido una exprostituta y por su participación en la comunidad sadomasoquista.
Hollibaugh fue la directora y coproductora con Gini Reticker de The Heart of the Matter, un documental de 60 minutos sobre los confusos mensajes que reciben las estudiantes sobre la sexualidad y las enfermedades de transmisión sexual como el VIH/sida. La película ganó el Premio a la Libertad de Expresión del Festival de Cine de Sundance de 1994; se estrenó ante una audiencia nacional en el canal PBS de Estados Unidos.
En la década de 1990, Hollibaugh argumentó que el liberalismo estadounidense estaba en crisis, pero que buscaba orientación en la izquierda. Stafford ha analizado sus memorias My Dangerous Desires (2000) en términos de narrativas lésbicas femeninas.
En 2002, Jenrose Fitzgerald discutió el ensayo de 1999 de Hollibaugh y Singh titulado Sexuality, Labor, and the New Trade Unionism en Social Tex (Sexualidad, trabajo y el nuevo sindicalismo en el texto social). Fitzgerald dice que su presentación de la relación entre la política sexual y el movimiento obrero proponía "que se ocupara de las cuestiones de inmigración, el racismo, la atención sanitaria y los matices de la desigualdad económica junto con las preocupaciones más generales sobre el trabajo y los "derechos de los homosexuales"".
En sus escritos sobre sexualidad, Hollibaugh declaró que "no hay esperanza humana sin la promesa del éxtasis".

## Reconocimientos
En 2012, Hollibaugh recibió el premio Vicki Sexual Freedom Award de la Woodhull Freedom Foundation.

## Obra

### Publicaciones
- Hollibaugh, Amber (2000). My dangerous desires: a queer girl dreaming her way home. Durham, North Carolina: Duke University Press. ISBN 9780822326250.
  - Altman, Meryl (January 2001). «Sexual politics (reviewed work: "My Dangerous Desires: A Queer Girl Dreaming Her Way Home")». The Women's Review of Books 18 (4): 13-14. doi:10.2307/4023585.
  - Craig, Ailsa (October 2003). «"My Dangerous Desires: A Queer Girl Dreaming Her Way Home" (Book Review)». Archives of Sexual Behavior 32 (5): 487-488. doi:10.1023/A:1025624316532.
  - Kramp, Michael (Spring 2002). «"My Dangerous Desires: A Queer Girl Dreaming Her Way Home" (Book Review)». Rocky Mountain Review 56 (1). Archivado desde el original el 27 de junio de 2010. Pdf.
  - Millard, Elizabeth (November–December 2000). «"My Dangerous Desires: A Queer Girl Dreaming Her Way Home" (Book Review)». Foreword Reviews.

### Artículos y ensayos
- Hollibaugh, Amber; Moraga, Cherríe (1983), «What we're rollin around in bed with: sexual silences in feminism»,  en Snitow, Ann; Stansell, Christine; Thompson, eds., Powers of desire: the politics of sexuality, New York: Monthly Review Press, pp. 394–405, ISBN 9780853456100..
- Hollibaugh, Amber (1996), «Desire for the future: radical hope in passion and pleasure»,  en Jackson, Stevi; Scott, Sue, eds., Feminism and sexuality: a reader, New York: Columbia University Press, pp. 224-229, ISBN 9780231107082..
- Hollibaugh, Amber; Singh, Nikhil Pal (Winter 1999). «Sexuality, labor, and the new trade unionism». Social Text 61 (61): 73-88.
- Hollibaugh, Amber L. (2004). «Sex to gender, past to present, race to class, now to future». GLQ: A Journal of Lesbian and Gay Studies 10 (2): 261-265. doi:10.1215/10642684-10-2-261.
- Hollibaugh, Amber; English, Deirdre; Rubin, Gayle (June 1982). «Talking sex: a conversation on sexuality and feminism». Feminist Review 11 (11): 40-52. doi:10.1057/fr.1982.15.